# Tharushi Dissanayaka
Tharushi Dissanayaka Karunarathna, née le 18 novembre 2004, est une athlète srilankaise spécialiste du 800 mètres.

## Biographie
Elle remporte trois médailles lors des championnats d'Asie 2023 : l'or sur 800 mètres en établissant un nouveau record de la compétition ainsi qu'un nouveau record national en 2 min 0 s 66, et la médaille d'argent au titre du relais 4 × 400 m et du relais 4 × 400 m mixte.
Elle remporte deux autres médailles lors des Jeux asiatiques, l'or sur 800 m et le bronze au relais 4 x 400 m.

## Palmarès
| Date | Compétition         | Lieu     | Résultat | Épreuve         | Marque        |
| ---- | ------------------- | -------- | -------- | --------------- | ------------- |
| 2023 | Championnats d'Asie | Bangkok  | 1re      | 800 m           | 2 min 0 s 66  |
| 2023 | Championnats d'Asie | Bangkok  | 2e       | 4 × 400 m       | 3 min 33 s 27 |
| 2023 | Championnats d'Asie | Bangkok  | 2e       | 4 × 400 m mixte | 3 min 15 s 41 |
| 2023 | Jeux asiatiques     | Hangzhou | 1re      | 800 m           | 2 min 3 s 20  |
| 2023 | Jeux asiatiques     | Hangzhou | 3e       | 4 × 400 m       | 3 min 30 s 88 |

## Records
| Épreuve | Performance       | Lieu    | Date            |
| ------- | ----------------- | ------- | --------------- |
| 800 m   | 2 min 0 s 66 (NR) | Bangkok | 16 juillet 2023 |